# Lạc Thần

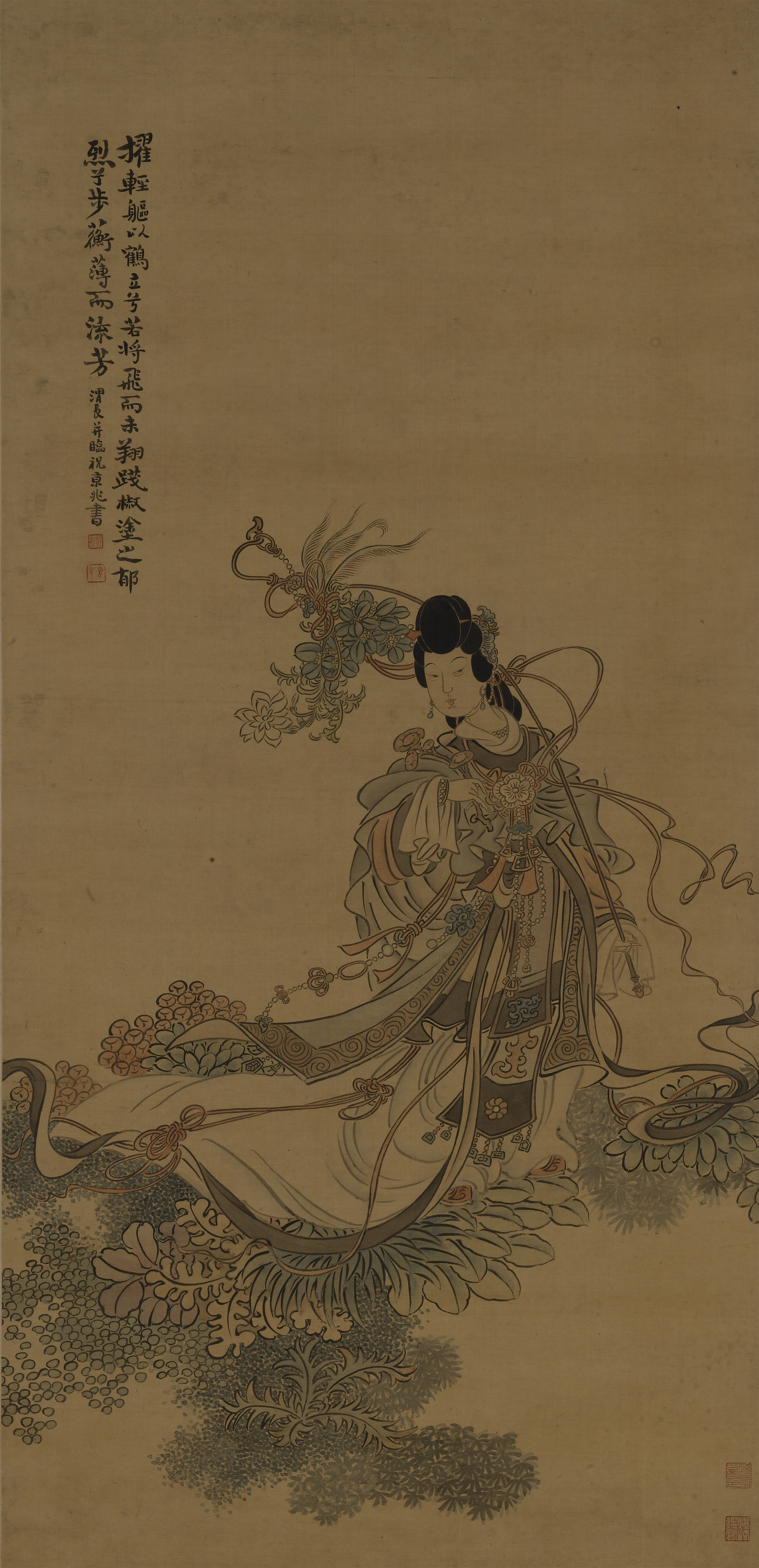
Lạc thần đồ trục của họa sĩ Nhâm Hùng.

Lạc Thần (tiếng Trung: 洛神; bính âm: Luo Shen), tên thật là Phục Phi (tiếng Trung: 宓妃; bính âm: Fú Fēi), còn gọi là Lạc Tần (tiếng Trung: 洛嫔) là một nữ thần sông trong thần thoại Trung Hoa.
Hình tượng nữ thần Lạc Thần trở nên phổ biến trong dân gian nhờ bài thơ Lạc thần phú (洛神賦), tức Cảm Chân phú (感鄄赋) của thi nhân Tào Thực thời Tam Quốc. Do bài thơ trên mà dân gian đồn rằng Chân hoàng hậu, chị dâu của Tào Thực, là Lạc Thần chuyển thế.

## Thần thoại
Hình tượng Lạc Thần xuất hiện lần đầu trong Sở từ của Khuất Nguyên, là nữ thần sông Lạc Thủy, vợ của Hà Bá, bị quốc quân nước Hữu Cùng Di Nghệ chiếm hữu. Khuất Nguyên mô tả Lạc Thần là vị nữ thần có tính cách thất thường, kiêu ngạo, xinh đẹp nhưng vô lễ, dâm loạn vô độ. Hình tượng này được kế thừa trong Thượng lâm phú của Tư Mã Tương Như, Hoài Nam Tử, Tư huyền phú của Trương Hành.
Thời Tam quốc, Như Thuần thời Tam Quốc khi chú thích truyện Tư Mã Tương Như trong Sử ký đã bổ sung thêm: Phục Phi, con gái của Phục Hi, chết đuối ở Lạc Thủy, trở thành thần của Lạc Thủy. Đến thời Đường, Lý Thiện chú thích sách Chiêu Minh văn tuyển đã dẫn lại ý trên: Phục Phi, con gái của Phục Hi thị, chết đuối ở Lạc Thủy, trở thành thần. Quan điểm này được Hồng Hưng Tổ thời Tống ủng hộ.
Thời Thanh, Khuất Phục khi chú thích Sở từ đã đưa ra quan điểm: Phục Phi là phi tần của Phục Hi, không phải con gái. Quan điểm này được học giả cận đại Du Quốc Ân ủng hộ.

## Trong văn hóa

### Thơ từ
Các bài thơ có hình tượng Lạc thần:
| - Ly tao (Khuất Nguyên) - Viễn du (Khuất Nguyên) - Thượng lâm phú (Tư Mã Tương Như) - Ưu khổ, Cửu thán (Lưu Hướng) | - Tư huyền phú (Trương Hành) - Cam tuyền phú (Dương Hùng) - Lạc thần phú (Tào Thực) | - Thiếp bạc mệnh hành (Tào Thực) - Tiền hoãn thanh ca (Lục Cơ) - Du tiên thi (Quách Phác) |

### Văn học
Lý Thiện thời Vũ Tắc Thiên khi chú thích Chiêu Minh văn tuyển có dẫn sách Ký rằng: Đông A vương nước Ngụy (tức Tào Thực) xin cưới con gái của Chân Dật (tức Chân hậu) không được, về sau làm Cảm Chân phú. Nàng Chân vốn có tình ý với Tào Thực, nhưng trời không chiều lòng người. Nàng có một chiếc gối ngọc là của hồi môn, giờ về tay Thực. Thực thường đem gối bên người, cùng ăn cùng ngủ, cảm xúc ngổn ngang.
Nhà thơ Lý Thương Ẩn thời Đường cũng vì thế mà làm bài thơ Đông A vương, có ý chê trách Tào Thực mềm yếu, để ý chị dâu, không màng cho việc tranh giành quyền lực, dẫn tới thất bại:
| 東阿王 國事分明屬灌均， 西陵魂斷夜來人。 君王不得為天子， 半為當時賦洛神。 | Đông A vương Quốc sự phân minh thuộc Quán Quân, Tây Lăng hồn đoạn dạ lai nhân. Quân vương bất đắc vi Thiên tử, Bán vi đương thời phú Lạc thần. |

Sách Truyện ký của Bùi Hình (người thời Đường Ý Tông) có chép một truyện về cuộc gặp gỡ của người phàm với Lạc Thần: Ẩn sĩ Tiêu Khoáng thời Thái Hòa đi từ đất Lạc Đông, nghỉ lại ở đình Song Mỹ, thấy trăng sáng, bèn ngồi đánh đàn. Lạc Thần cảm động trước tiếng đàn của Khoáng, liền hiện thân thăm hỏi, chủ động nhắc đến việc từng hội ngộ và có cảm tình với Trần Tư vương (Tào Thực). Nàng khen Tiêu Khoáng "cầm vận thanh nhã", có phong thái của Thái trung lang.

### Hội họa

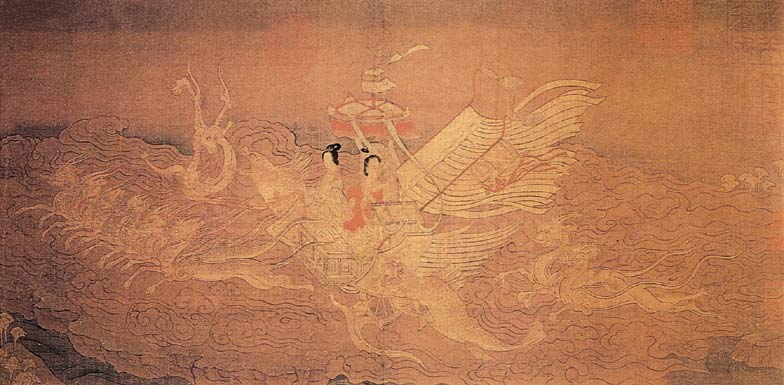
Một phần Lạc thần phú đồ của họa gia Cố Khải Chi.

Vào thời Đông Tấn, đại thần Cố Khải Chi bất lực trước thời cuộc, bèn gửi tâm hồn vào thi, họa, thư pháp. Họ Cố thường thả mình vào truyện thần tiên, dựa vào Lạc thần phú mà vẽ nên bộ tranh Lạc thần phú đồ.
Bản gốc của Lạc thần phú đồ đã bị thất lạc, nay chỉ còn 4 phiên bản được sao chép lại thời Tống. Phiên bản có niên đại muộn nhất hiện đang được trưng bày tại Bảo tàng Cố cung Quốc gia (Đài Bắc).